# ダウン・ビート
『ダウン・ビート』（DownBeat）は、アメリカ合衆国の音楽雑誌。主に「ジャズ、ブルース、そしてその向こう (jazz, blues and beyond)」を専門に扱う。最後の「その向こう」とは、ジャズの範疇を超えて、それ以前の音楽をまとめて独占的に扱っていたことを示している。1934年、イリノイ州シカゴで創刊された。雑誌の名前は音楽の「ダウンビート」にちなむもので、ダウンビートとは「ビート・ワン」、あるいは音楽の第一拍目のことである。
『ダウン・ビート』誌は、毎年、いくつかのジャンルにおける一般読者と批評家の投票結果を公表している。「ダウン・ビート・ジャズ・ホール・オヴ・フェイム（ダウン・ビートのジャズの殿堂）」は、読者と批評家の両方の投票結果によって決定される。読者投票の結果は12月号で発表され、批評家の投票結果は8月号で発表されている。
『ダウン・ビート』誌は、その特徴である「レビュー」欄により有名で、ジャズ批評家達が、1つ星から5つ星までの評価システムを使用して（最高が星5つ）、最新のアルバム、過去の有名なアルバム、書籍、ミュージシャン個人とその音楽フォームに関する記事などを評価している。また、「ブラインド・テスト」コラムも同じく有名であり、これは、ミュージシャンが他のアーティストのレコードを聴いて、それが誰なのかを当てて、5つ星システムで評価するものである。
1979年4月から月刊誌として発行されることになった。